# Dansk industri
 Ikke at forveksle med DI - Dansk Industri.
Dansk industri er en dansk dokumentarfilm fra 1970 instrueret af Ole Roos efter manuskript af Piet Hein.

## Handling
En film om dansk industri, beregnet på udlandet. Der gives en skildring af danske industrivarers placering i de internationale handelsrelationer og Danmarks placering som partner i den globale industrielle arbejdsdeling.